# Kevin Jackson
Kevin Andre Jackson (* 25. November 1964 in Highland Falls, New York) ist ein ehemaliger US-amerikanischer Ringer und derzeitiger Trainer.

## Werdegang
Kevin Jackson begann 1978 an der Lansing Eastern High School mit dem Ringen. Er war außergewöhnlich talentiert und entwickelte sich an der Louisiana State University, die er anschließend besuchte, bei Trainer Larry Sciatchetano zu einem hervorragenden Freistilringer, der ab und zu auch im griech.-röm. Stil rang. Bei einer Größe von 1,75 m wuchs er zu einem ausgesprochen kraftvollen Mittelgewichtler heran. Seinen ersten großen Erfolg erzielte er 1982, als er US-amerikanischer Juniorenmeister im Weltergewicht, griech.-röm. Stil, wurde. In den Jahren 1983 bis 1987 gewann er bei den US-amerikanischen Studentenmeisterschaften im freien Stil (NCAA Division I Collegiate Championships) drei Medaillen, wobei der 2. Platz 1987 im Weltergewicht sein bestes Resultat war.
Seine internationale Ringerlaufbahn begann Jackson mit einem Sieg im Mittelgewicht im freien Stil bei den Pan American Championships in Colorado Springs, dem er im nächsten Jahr bei den Pan American Games in Havanna einen zweiten Sieg hinzufügte. 1991 wurde er auch Weltmeister im Mittelgewicht. Im Finale besiegte er den Tschechen Jozef Lohyňa knapp nach Punkten. In einem Poolkampf hatte er vorher auch den deutschen Meister Hans Gstöttner mit 4:1 nach Punkten geschlagen.
Bei den Olympischen Spielen 1992 in Barcelona feierte er mit dem Gewinn der Goldmedaille seinen größten Erfolg, hatte dabei aber Glück, dass er das Kampfgericht auf seiner Seite hatte, denn dem Kampfverlauf nach hätte genauso gut sein Finalgegner Elmadi Dschabrailow aus Russland zum Sieger erklärt werden können.
Bei der Weltmeisterschaft 1993 in Toronto konnte Jackson seinen WM-Titel von 1991 nicht verteidigen. Er unterlag im Poolfinale gegen Sebahattin Öztürk aus der Türkei und im Kampf um den 3. Platz auch gegen Ruslam Kinchagow aus Usbekistan und musste mit dem 4. Platz vorliebnehmen.
Noch viel schlechter kam Jackson bei der Weltmeisterschaft 1994 in Istanbul zurecht. Er schied nach zwei Niederlagen vorzeitig aus und kam nur auf den 11. Platz. 1995 kam er aber in imponierendem Stil zurück. In Atlanta gewann er seinen zweiten WM-Titel, wobei sein Finalsieg über Elmadi Schabrailow dieses Mal hochverdient war.
1996 konnte Jackson aus Verletzungsgründen nicht an den Olympischen Spielen in Atlanta teilnehmen. Er beendete deshalb 1997 seine Laufbahn als aktiver Ringer und betätigte sich kurze Zeit als Profiringer. 1999 wurde er Trainer der US-amerikanischen Freistil-Nationalstaffel der Ringer und war auch im Jahr 2004 Cheftrainer des US-amerikanischen Olympiateams. Nachdem er bereits 2003 in die National Wrestling Hall of Fame aufgenommen worden war, folgte im September 2005 auch die Aufnahme in die FILA International Wrestling Hall of Fame.
Jackson wohnt jetzt mit Frau und drei Kindern in Colorado Springs.

## Internationale Erfolge
(alle Wettbewerbe im freien Stil, OS = Olympische Spiele, WM = Weltmeisterschaft, Weltergewicht u. Mittelgewicht, damals bis 74 kg bzw. 82 kg Körpergewicht)
| Jahr | Platz | Wettbewerb                                         | Gew.-Kl. | |
| 1989 | 1.    | „Yasar-Dogu“-Memorial in Istanbul                  | Mittel   | vor Alexander Sawko, UdSSR und Erol Yildirim, Türkei                                                                                             |
| 1990 | 1.    | Panamerikanische Meisterschaft in Colorado Springs | Mittel   | vor Justin Abdou, Kanada und Orlando Hernandez, Kuba                                                                                             |
| 1991 | 1.    | Panamerikanische Spiele in Havanna                 | Mittel   | vor Orlando Hernandez und David Hohl, Kanada |
| 1991 | 1.    | WM in Warna                                        | Mittel   | vor Jozef Lohyňa, Tschechoslowakei, Sebahattin Öztürk, Türkei, Rassul Katinowassow, UdSSR, Robert Kostecki, Polen und Alcide Legrand, Frankreich |
| 1992 | Gold  | OS in Barcelona                                    | Mittel   | vor Elmadi Dschabrailow, GUS, Rasoul Khadem, Iran, Hans Gstöttner, Deutschland, Lohyna und Öztürk                                                |
| 1993 | 1.    | World-Cup-Turnier in Chattanooga/USA               | Mittel   | vor Ariel Ramos, Kuba und Kidekazu Yokoyama, Japan                                                                                               |
| 1993 | 4.    | WM in Toronto                                      | Mittel   | hinter Sebahattin Öztürk, Sagid Katinowassow und Ruslam Kinchagow, Usbekistan und vor Laszlo Dvorak, Ungarn und David Khourzia, Georgien         |
| 1994 | 3.    | World-Cup-Turnier in Edmonton                      | Mittel   | hinter Amir Reza Khadem, Iran und Rassul Katinowassow                                                                                            |
| 1994 | 11.   | WM in Istanbul                                     | Mittel   | Sieger: Luchman Dschabrailow (Bruder von Elmadi Dschabrailow), Republik Moldau vor Öztürk und Hans Gstöttner                                     |
| 1995 | 1.    | Panamerikanische Spiele in Mar del Plata           | Mittel   | vor Luis Varela, Venezuela und Ariel Ramos, Kuba                                                                                                 |
| 1995 | 1.    | World-Cup-Turnier in Chattanooga                   | Mittel   | vor Rustam Kelekschajew, Russland und Yalcin Özdemir, Türkei                                                                                     |
| 1995 | 1.    | WM in Atlanta                                      | Mittel   | vor Elmadi Dschabrailow, Kinchagow, Dvorak, Magomed Ibragimow, Aserbaidschan und Öztürk                                                          |
| 1997 | 1.    | „Yasar-Dogu“-Memorial in Istanbul                  | Mittel   | vor Elder Asanow, Ukraine, Ali Reza Keser, Türkei und David Bichinashvili, Georgien                                                              |
| 1997 | 1.    | World-Cup-Turnier in Stillwater/USA                | Mittel   | vor André Backhaus, Deutschland und Yoel Romero Palacio, Kuba                                                                                    |

## USA-Meisterschaften
Die USA-Meisterschaft bei den Senioren im freien Stil gewann Kevin Jackson in den Jahren 1991, 1993 und 1995 jeweils im Mittelgewicht.